# Список міністрів транспорту і будівництва Словаччини
Список міністрів транспорту і будівництва Словаччини — хронологічний огляд очільників Міністерства транспорту і будівництва Словацької Республіки (словац. Ministerstvo dopravy a výstavby Slovenskej republiky; раніше — Міністерство транспорту, будівництва і регіонального розвитку Словацької Республіки), членів Уряду Словаччини.
Назва посади:  словац. Minister dopravy a výstavby Slovenskej republiky (з 1 січня 2017 року).

## Список
| Ім'я                              | Фото            | Номінований | Номінований                                     | від             | до              | Уряд     | примітки                                                      |
| --------------------------------- | --------------- | ----------- | ----------------------------------------------- | --------------- | --------------- | -------- | ------------------------------------------------------------- |
| Владімір Павле Vladimír Pavle     |                 |             |                                                 | 23 квітня 1991  | 24 червня 1992  |          |                                                               |
| Роман Гофбауер Roman Hofbauer     |                 |             | Народна партія — Рух за демократичну Словаччину | 24 червня 1992  | 15 березня 1994 |          | Міністерство транспорту і зв'язку                             |
| Мікулаш Дзурінда Mikuláš Dzurinda |                 |             | KDH                                             | 15 березня 1994 | 13 грудня 1994  |          | Міністерство транспорту, зв'язку і громадських робіт          |
| Александер Резеш Alexander Rezeš  |                 |             | Народна партія — Рух за демократичну Словаччину | 13 грудня 1994  | 15 квітня 1997  |          |                                                               |
| Ян Ясовски Ján Jasovský           |                 |             | Народна партія — Рух за демократичну Словаччину | 16 квітня 1997  | 30 жовтня 1998  |          |                                                               |
| Габріель Палака Gabriel Palacka   |                 |             | KDH                                             | 30 жовтня 1998  | 11 серпня 1999  |          |                                                               |
| Йозеф Мацейко Josef Macejko       |                 |             | SDKU                                            | 11 серпня 1999  | 22 червня 2002  |          |                                                               |
| Іван Міклош Ivan Mikloš           |                 |             | SDKU                                            | 22 червня 2002  | 15 жовтня 2002  |          | ad interim                                                    |
| Павол Прокоповіч Pavol Prokopovič |                 |             | SDKU                                            | 16 жовтня 2002  | 4 липня 2006    |          |                                                               |
| Любомір Важни Ľubomír Vážny       |                 |             | SMER-SD                                         | 4 липня 2006    | 8 липня 2010    |          |                                                               |
| Ян Фігель Ján Figeľ               |                 |             | KDH                                             | 9 липня 2010    | 3 квітня 2012   | Радічова | Міністерство транспорту, будівництва і регіонального розвитку |
| Ян Початек Ján Počiatek           |                 |             | SMER-SD                                         | 4 квітня 2012   | 23 березня 2016 | Фіцо II  |                                                               |
| Роман Брецели Roman Brecely       |                 |             | #SIEŤ                                           | 23 березня 2016 | 31 серпня 2016  | Фіцо III |                                                               |
| Арпад Ерсек Árpád Érsek           |                 |             | MOST-HíD                                        | 31 серпня 2016  | 22 березня 2018 | Фіцо III | Міністерство транспорту і будівництва                         |
| Арпад Ерсек Árpád Érsek           | 22 березня 2018 | чинний      | MOST-HíD                                        | Пеллегріні      |                 |          | Міністерство транспорту і будівництва                         |